# نورمان غراتون
نورمان غراتون هو لاعب هوكي جليد كندي، ولد في 22 ديسمبر 1950 في لاسال في كندا، وتوفي في 10 ديسمبر 2010 في مونتريال في كندا.

## وصلات خارجية
- نورمان غراتون على موقع دوري الهوكي الوطني (الإنجليزية)
- نورمان غراتون على موقع قاعة مشاهير الهوكي (لاعب أن.إتش.أل) (الإنجليزية)
- نورمان غراتون على موقع EliteProspects.com (الإنجليزية)
- نورمان غراتون على موقع HockeyDB.com (الإنجليزية)
- نورمان غراتون على موقع Hockey-Reference.com (الإنجليزية)